# 鳴尾浜臨海公園
鳴尾浜臨海公園（なるおはまりんかいこうえん、英：Naruohama Seaside Park）は、兵庫県西宮市鳴尾浜にある海浜公園（総合公園）である。大阪湾に面した鳴尾地区埋立地に位置する。

## 概要
公園は野球場を擁する北地区と海辺の南地区に分かれており、北地区と南地区の間を中地区の緑道がつないでいる。
1979年に建設を開始。その後、段階的に開園を進め、1992年10月に全面開園した。

### 北地区
鳴尾浜臨海公園北地区は阪神高速5号湾岸線の北側に位置し、野球場・テニスコートがある。
所在地：兵庫県 西宮市鳴尾浜1丁目5番地2
- 野球場（1面）（西宮市鳴尾浜臨海公園野球場参照）
- テニスコート（6面）
- 市民の森[注 2]
  - 婦人の森[注 3]・青年の森[注 4]
  - 白球の森[注 5]
- 芝生広場
- 駐車場

### 中地区
鳴尾浜臨海公園の中地区は、約1kmの緑道となっている。北地区と南地区の間に走る道路の西側に、緑道が道路に並ぶ形で伸びて南北地区をつないでいる。

### 南地区
鳴尾浜臨海南地区は鳴尾埋め立て地南端の海沿いに位置し、「花と緑と小川のゾーン」と「海の見える丘ゾーン」がある。二つのゾーン接してプール・温泉を備えた健康増進施設「リゾ鳴尾浜」があり、1992年から運営されていたが2020年に営業終了した。
所在地：兵庫県 西宮市鳴尾浜3-13
- 花と緑と小川のゾーン
  - 花のメインストリート
  - フラワーガーデン

- 海の見える丘ゾーン
  - 芝生広場
  - 海づり広場（有料）

- 緑を育むゾーン
  - 花工房

- リゾ鳴尾浜（2020年営業終了[8]）
- 西駐車場(150台)、東駐車場(250台)[9]

## 略年表
- 1979年（昭和54年）度 - 建設開始。第一期工事として野球場の建設に着手[10]
- 1980年（昭和55年） - 野球場が完成。第二期工事としてテニスコートの建設に着手[10]
- 1983年（昭和58年）度までに北地区の野球場、テニスコート、駐車場、芝生広場の整備が終わる[11]
- 1984年（昭和59年） - 白球の森[5]、市民の森[4]の植樹を開始
- 1985年（昭和60年）8月 - 白球の森が完成[5]
- 1989年（平成元年）4月 - 海の見える丘が開業[12]
- 1991年（平成3年）10月 - 市民の森が完成[13]
- 1992年（平成4年）10月2日 - 南地区の公園整備が終わり、完成式が行われる[2]
- 1995年（平成7年）8月 - 花工房が開設[14]

## リゾ鳴尾浜

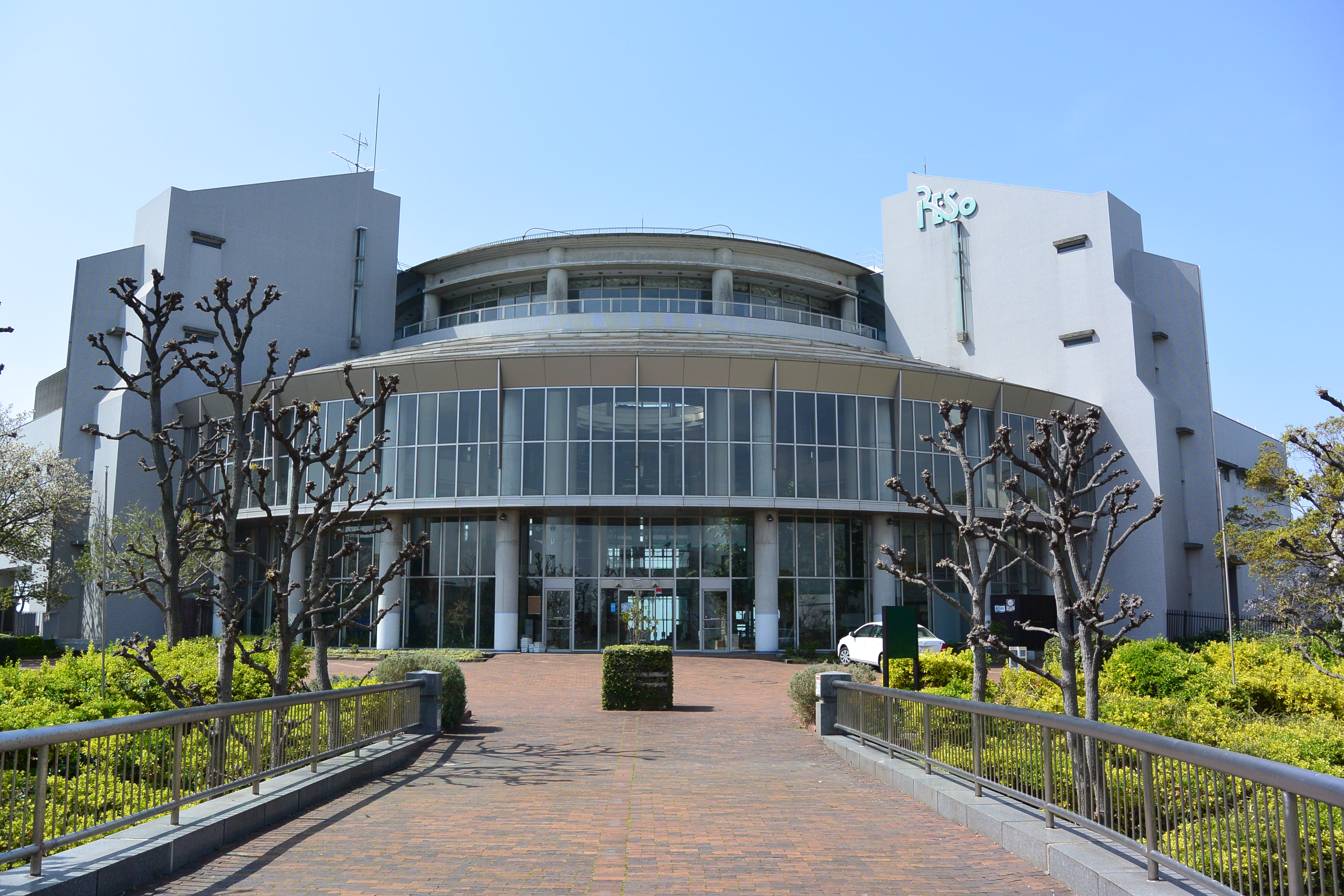
リゾ鳴尾浜の正面

リゾ鳴尾浜は西宮市鳴尾浜臨海公園南地区で運営されていた健康増進施設である。地上4階地下1階。設計は日建設計。1992年10月にオープン。
土地建物は市が無償で提供し、西宮市および阪神電気鉄道が40%（3600万円）ずつ出資して1991年に設立された株式会社「鳴尾ウオーターワールド」が第三セクター方式で施設の運営にあたった。
近年は施設の老朽化や民間施設との競合に苦しんでいたところ、さらに新型コロナウイルスの流行で大きな影響を受けて、2020年11月に営業終了した。

### 施設概要
- アミューズメントプール
  - 全天候型室内プール（通年営業）
アミューズメントプール（水深0.5mから1.0m、広さ1.340㎡）、ちびっこプール（水深0．5m、広さ28㎡）、ホットバスジャグジー、急流とんねるスライダー（長さ100m）、すいそうプール、屋内プールサイドレストラン[24]
  - 屋外プール（夏季営業）
大プール（水深1.0mから1.1m、広さ1.320㎡）、シーサイドプール（水深0.4ｍから0.5ｍ、広さ260㎡）、ジャングルスライダー、あおぞらスライダー、屋外ジャグジー、海辺のテラス、かもめの湯（天然露天風呂）[24]
- リラクゼーション バス（温泉・風呂）：
  - 源泉名　リゾ鳴尾浜「かもめの湯」
  - 泉質名　単純高温泉（低張性、弱アルカリ性、高温泉）
  - 泉湯　47.6℃（調査時に於ける気温14.5℃）[25]
- フィットネスクラブ「エフィ」（厚生労働省指定運動療法施設）[26]
- レストラン
  - プールサイドレストラン（屋内）
  - 喫茶コーナー・グリーンテラス
  - 海辺の屋外レストラン
  - バーベキューリゾート[27]
- ショップ
  - 1階ショップ（プール用品）
  - 地下1階プロショップ（フィットネスウェア、フィットネス水着）[28]

### 略年表
- 1991年（平成3年）11月7日 - 「リゾ鳴尾浜」の管理運営業務を行う第三セクターとして株式会社鳴尾ウォーターワールド設立[注 7][29]
- 1992年（平成4年）10月4日 - リゾ鳴尾浜が営業開始[29]。東部総合処理センターの余熱利用（蒸気供給）。
- 1995年（平成7年）
  - 1月17日 - 阪神・淡路大震災で被災者に無料開放[29]
  - 9月 - 厚生労働省「健康増進施設」・「指定運動療法施設」認定[29]
- 1996年（平成8年）10月〜 - 天然温泉利用開始で利用客増加[29]
- 1997年（平成9年）7月〜 - 東部総合処理センターからの蒸気供給が停止し経費増加[29]
- 2020年（令和2年）
  - 3月 - 新型コロナウイルスの流行で大きな影響を受ける。
  - 11月末 - 営業終了[22][23]。

## 交通

### 公共交通機関
- 阪神電鉄
  - 甲子園駅から阪神バス　鳴尾浜線（循環）「鳴尾浜行き」乗車約20分
  - 武庫川団地前駅から徒歩：北地区約1km、南地区約2km

### 自動車
- 阪神高速3号神戸線　西宮出口・武庫川出口を出て、国道43号線の鳴尾交差点から南へ10分
- 阪神高速5号湾岸線　鳴尾浜出口を出て約3分
- 阪神高速5号湾岸線　甲子園浜出口を出て約8分

## 周辺施設
- 兵庫県立総合体育館
- 阪神鳴尾浜球場
- 甲子園自動車教習所
- 阪神高速5号湾岸線
- 東部総合処理センター（西宮市鳴尾浜2丁目1番4[30]）
- 鳴尾浜浄化センター（西宮市鳴尾浜3丁目15[31]）